# Gustav Berthold Schröter
Gustav Berthold Schröter (* 21. Juli 1901 in Hamburg; † 2. Dezember 1992 ebenda) war Zeichner und Papierreliefkünstler. Ausgehend von hyperrealistischer Genauigkeit erreichte er in seinen späteren Jahren durch die Beschäftigung mit der ostasiatischen Malerei und ihrer vom Zen-Buddhismus beeinflussten Kunst des Weglassens neue Ausdrucksmöglichkeiten. Durch seine Experimente mit den Eigenschaften des weißen Papiers reizte er die Ausdruckskraft des Bildträger bis in die dritte Dimension hinein aus. Unter anderem entwickelte er fein ziselierte Papierreliefs, deren Anmut und Aura ihrer Fragilität ansprechen. Bewusst bewegte er sich zwischen Gegenständlichem und Ungegenständlichem.

## Ausbildung
1923 bis 1926 besuchte Schröter die Landeskunstschule Hamburg. 1927 ging er nach Berlin, um dort an der Akademie für bildende Kunst bei Emil Orlik zu studieren, einem der renommiertesten Grafik- und Buchkunstlehrer der Zeit. Durch die Anregung seines Lehrers arbeitete Schröter zunächst intensiv mit der Radier- und Aquatinta-Technik. Orlik gehörte zu den Vertretern des Japonismus, einer Stilrichtung, die sich von der ostasiatischen Malerei und Zeichnung anregen ließ. Möglicherweise wurde Schröter durch seinen Lehrer in Kontakt mit den asiatischen Stilelementen gebracht, die er später in seinen Arbeiten umsetzte.

## Beruf und künstlerische Entwicklung
Bereits in den 1920er Jahren schuf Schröter durch ein dichtes, übereinandergelegtes Strichgefüge malerische Wirkungen in seinen Zeichnungen. Durch Ritzungen im Papier verlieh er seinen Werken zusätzliche Strukturelemente. Das neutrale Weiß des Bildträgers bezog Schröter ganz bewusst in die Wirkung auf den Betrachter mit ein. Besonders beschäftigte er sich mit der Landschaft als Motiv. Er ließ sich dabei von der asiatischen Malerei mit ihren gekonnt gesetzten Leerstellen im Bildraum anregen.
Für seine materielle Absicherung sorgte sein Beruf als Kunstlehrer an einem Gymnasium in Kiel, den er zunächst von 1930 bis zu seiner Einberufung zur Wehrmacht im Jahre 1943 ausübte.
In den 1930er Jahren entstand eine ganze Serie von Radierungen mit arbeitenden Menschen aus Fischerei und Landwirtschaft sowie Landschaften, die im Aufbau und in der Strichelung an Radierungen Rembrandts erinnern. Diese Arbeiten spiegelten einerseits Schröters Umwelt an der Kieler Förde andererseits auch die Zeittendenzen der Neuen Sachlichkeit und des Verismus. Zudem erschien die Beschäftigung mit Fischern und Bauern in den Zeiten nach 1933 eher opportun als das intellektuell anspruchsvollere Experimentieren mit der weißen Fläche.

## Kriegsjahre
1943 bis 1945 war Schröter Sanitäter bei der Wehrmacht. Seine künstlerische Tätigkeit in dieser Zeit beschränkte sich auf Zeichnungen mit dem Bleistift. Die Porträts von Gefangenen und Flüchtlingen aus dem Krieg zeigen jeder Hoffnung beraubte, körperlich und psychisch zermürbte Menschen. Gegen Kriegsende kam er selbst in der Tschechoslowakei in Gefangenschaft. 1946 kehrte er zurück nach Deutschland.

## Wiederaufnahme der Berufstätigkeit und „Kunst im Verborgenen“
Ab 1947 arbeitete Schröter als Kunsterzieher in Hamburg. Bis zu seiner Pensionierung 1965 war er am Gymnasium Wilhelmsburg tätig. Hinter der schulischen Tätigkeit „verbarg“ er ein produktives intensives künstlerisches Schaffen, das er nach der Entlastung von der Lehrtätigkeit noch intensivierte.
Nach dem Ende des „Dritten Reiches“ experimentierte Schröter mit neuen Möglichkeiten im Umgang mit dem Bildträger Papier. Zeichnerisch beschäftigte er sich wieder mit der asiatischen Kunst, vor allem mit der vom Zen-Buddhismus geforderten Konzentration auf das Wesentliche. Daraus folgt ein essentieller Aspekt in Schröters Werk: Die Kunst des Weglassens. Sie ist in seinen Arbeiten als Primat der weißen Fläche zu beobachten.
Ende der 1940er Jahre, noch bevor die Düsseldorfer Künstlergruppe ZERO die Möglichkeiten des neutralen Papiers als Material entdeckte, begann Schröter die Funktion des Bildträgers neu zu definieren. Durch radikale Eingriffe und Bearbeitungen verhalf er dem bis dato „passiven“ Papier zu einer neuen Bedeutung und machte es selbst zum Kunstwerk.

### Spiel zwischen Licht und Schatten
Der Künstler ritzte, punzte, riss, faltete, schichtete und schnitt das Papier so, dass das bis dahin zweidimensionale Material als Relief in die dritte Dimension eintrat. Hierdurch kommt es zu neuen Bildwirkungen: Dem Spiel zwischen Licht und Schatten. Währenddessen erinnern manche seiner geklebten Faltreliefs an menschliche Gruppen. Er selbst schrieb über seine Arbeiten, er bewege sich „im Grenzbereich zwischen Gegenständlichem und Ungegenständlichem“.
Mithilfe des Materialdrucks und der Frottage verband Schröter Objekte aus der Natur unmittelbar mit dem Papier. Nicht nur Gräser und Holzstücke, sondern auch Steine und presste er in das mal trockene, mal angefeuchtete Papier. Diese Objekte hinterließen jeweils charakteristische Abdrücke und Spuren. Monochrome Bildwelten in zartesten Grauabstufungen entstanden aus dieser Behandlung. In darauf folgenden Schaffensphasen bearbeitete Schröter die Papiere auch mit Bleistift, Tusch- und Aquarellfarben.
Er selbst schrieb über seine Kunst: Mein Anliegen war es stets, die zeichnerischen und druckgraphischen Ausdrucksmöglichkeiten zu erweitern. Ich möchte die neutrale Fläche – das weiße Papier – ohne Farbe allein durch Verformung gestalten, nicht nur durch Auftragen (von anderen weißen Papieren), sondern auch durch Abtragen der Oberflächenschichten.
In seinem Spätwerk schließlich fand auch die Kalligraphie Eingang. Es handelte sich um Worte des Erinnerns, verfasst in der niederdeutschen Sprache. Die Zeichnungen ließen zusehends das Ende der diesseitigen Existenz erahnen. Schröter schuf Porträts, deren verloschen scheinende Antlitze wie aus einer anderen Welt nebelhaft aufschienen. Er lebte und wirkte lange im Süden des Hamburger Stadtteiles Hausbruch und starb 1992 in seinem heute zu Hamburg gehörenden Geburtsort Wilhelmsburg.
Schröter wurde von der zeitgenössischen Kunstkritik als „Schöpfer eines unerhört stillen, künstlerischen Oeuvres“ charakterisiert. Heute ist er nahezu vergessen. Er ist den Künstlern der sogenannten verschollenen Generation zuzurechnen. Zu ihr werden Künstler gezählt, die in der Weimarer Republik erste Erfolge verzeichnen konnten, jedoch durch NS-Diktatur und Zweiten Weltkrieg in ihrem Berufsweg und ihren Entwicklungsmöglichkeiten gehindert wurden. Nach dem Ende der Zeit des Nationalsozialismus und des Krieges waren sie oft in einem Alter, wo sie keine Kraft oder Lust mehr für das im Kunstbetrieb entscheidende Selbstmarketing in Form von Ausstellungen und Außenwirkung aufbrachten. Da Schröter durch seinen Lehrerberuf abgesichert war, bestand in seinem Falle materiell auch keine Notwendigkeit dazu. Wie der von ihm geschätzte japanische Zen-Maler Sesshū Tōyō lebte Schröter in der Provinz und arbeitete unabhängig und ungestört von den jeweiligen Moden des Kunstmarktes.

## Studienreisen
1954 und 1955 Aufenthalte in den Graphischen Versuchswerkstätten Salzburg.
In den folgenden Jahren Reisen nach Frankreich, England, Italien, Griechenland, Tunesien und Norwegen. 1981 Reise nach Japan.

## Ausstellungen
- 1983 Retrospektive im Landesmuseum Oldenburg
- 1993 "Arnold-Fiedler-Preis 1992". Ausstellung des Berufsverbandes Bildender Künstler Hamburg in der Grundbuchhalle des Ziviljustizgebäudes, Hamburg
- 2005 „Ausstellungspremiere“. Das Forum für Nachlässe präsentiert Werke von elf Künstlerinnen und Künstlern. Künstlerhaus Sootbörn, Hamburg
- 2007 Einzelausstellung im Forum für Nachlässe von Künstlerinnen und Künstlern, Künstlerhaus Sootbörn, Hamburg
- 2013 "Entdeckt und Bewahrt!. 10 Jahre Forum für Künstlernachlässe mit einem Querschnitt durch die Sammlung",  Staatsarchiv Hamburg

## Nachlass
Seit 2007 wird der Nachlass des Künstlers vom Forum für Nachlässe von Künstlerinnen und Künstlern, Hamburg e.V. betreut.